# Toshima Akira
Akira Toshima (戸島 章 Toshima Akira, sinh ngày 4 tháng 10 năm 1991 ở Miyagi) là một cầu thủ bóng đá người Nhật Bản. Anh thi đấu cho Yokohama FC.

## Sự nghiệp thi đấu
Akira Toshima gia nhập JEF United Chiba năm 2010. Vào tháng 8 năm 2013, anh chuyển đến Fujieda MYFC. Năm 2014, anh trở lại JEF United Chiba. Năm 2015, anh chuyển đến FC Machida Zelvia.

## Thống kê câu lạc bộ
Cập nhật đến ngày 23 tháng 2 năm 2018.
| Thành tích câu lạc bộ | Thành tích câu lạc bộ | Thành tích câu lạc bộ | Giải vô địch | Giải vô địch | Cúp                   | Cúp                   | Tổng cộng | Tổng cộng |
| Mùa giải              | Câu lạc bộ            | Giải vô địch          | Số trận      | Bàn thắng    | Số trận               | Bàn thắng             | Số trận   | Bàn thắng |
| Nhật Bản              | Nhật Bản              | Nhật Bản              | Giải vô địch | Giải vô địch | Cúp Hoàng đế Nhật Bản | Cúp Hoàng đế Nhật Bản | Tổng cộng | Tổng cộng |
| --------------------- | --------------------- | --------------------- | ------------ | ------------ | --------------------- | --------------------- | --------- | --------- |
| 2010                  | JEF United Chiba      | J2 League             | 0            | 0            | 0                     | 0                     | 0         | 0         |
| 2011                  | JEF Dự bị             | JFL                   | 2            | 0            | –                     | –                     | 2         | 0         |
| 2012                  | JEF United Chiba      | J2 League             | 0            | 0            | 3                     | 1                     | 3         | 1         |
| 2013                  | Fujieda MYFC          | JFL                   | 10           | 1            | 1                     | 0                     | 11        | 1         |
| 2014                  | JEF United Chiba      | J2 League             | 0            | 0            | 2                     | 0                     | 2         | 0         |
| 2015                  | Machida Zelvia        | J3 League             | 17           | 3            | 2                     | 1                     | 19        | 4         |
| 2016                  | Machida Zelvia        | J2 League             | 29           | 0            | 1                     | 0                     | 30        | 0         |
| 2017                  | Machida Zelvia        | J2 League             | 33           | 6            | 0                     | 0                     | 33        | 6         |
| Tổng                  | Tổng                  | Tổng                  | 91           | 10           | 9                     | 2                     | 100       | 12        |